# Bagatellisierung
Als Bagatellisierung wird in der Psychologie die Tendenz zur Verharmlosung, Untertreibung oder zum Herunterspielen von Tatsachen oder Empfindungen bezeichnet. Die Bagatellisierung ist Teil einer psychologischen Abwehr, taucht aber in der psychologischen Literatur nicht als eigener Abwehrmechanismus auf.

## Wortbedeutung, Erwähnung
Das Wort leitet sich von dem romanischen Wortstamm Bagatelle für unbedeutende, geringfügige Angelegenheit, Kleinigkeit ab, wie es sich auch in den deutschsprachigen juristischen Begriffen des Bagatelldelikts und der Bagatellgrenze niedergeschlagen hat.
In der deutschsprachigen zusammenfassenden psychologisch-medizinischen Fachliteratur (Lexika, Registerbände) taucht der Begriff nur bei Stangl, Dorsch und Uexküll sowie in dem populärwissenschaftlichen Online-Lexikon DocCheck Flexikon auf, während er in der Auflistung der Abwehrmechanismen nicht gesondert benannt wird. Gebräuchlich ist er als deskriptiver Begriff dennoch sowohl im klinischen Bereich als auch in der Testpsychologie und im gesellschaftlichen Kontext.

## Klinische Psychologie
Im psychologischen Kontext dient die Bagatellisierung der Angstabwehr und der Vermeidung von Unlust bzw. Kognitiver Dissonanz in Überforderungsituationen. Dorsch beschreibt die Bagatellisierung im klinischen Bereich als Strategie z. B. bei bipolaren Störungen als die Neigung, insbesondere die Symptome der manischen Phase herunterzuspielen, sowie beim Stockholm-Syndrom und bei Essstörungen.
Im Zusammenhang mit koronaren Herzerkrankungen kann es sowohl in frühen Krankheitsphasen als auch im Zusammenhang mit der psychischen Verarbeitung eines überstandenen Herzinfarktes zur Bagatellisierung des lebensbedrohlich traumatischen Erlebens des Infarktes und den damit einhergehenden Themen und Affekten kommen. Die Bagatellisierung kann im Gegenüber Distanz als typische Gegenübertragungsreaktion auslösen und es besteht die Gefahr, dass die psychischen Folgen des Infarktes im Rahmen der Akut- und Rehabilitationsbehandlung und auch in der Langzeitbetreuung unerkannt bleiben und eine notwendige psychotherapeutische Hilfe dadurch nicht empfohlen oder nicht in Anspruch genommen wird.
Bei Suchterkrankungen sind Bagatellisierung und Verleugnung der Schwere der Problematik oft Teil einer Selbst- und Fremdtäuschung. Dies wird sowohl im Zusammenhang mit Substanzmissbrauch, insbesondere dem gesellschaftlich weniger tabuisierten Alkoholkonsum, als auch bei Essstörungen beschrieben. Die Bagatellisierung steht im Zusammenhang mit der mangelnden Krankheitseinsicht und dient sowohl der Erhaltung des Suchtverhaltens und der Vermeidung, sich einer Behandlung zu unterziehen, als auch der Abwehr von Scham und gesellschaftlicher Stigmatisierung.

## Testpsychologie
In der Testpsychologie bezeichnet Bagatellisierung eine Antworttendenz in Befragungen sowie psychologischen Tests im Sinne der Sozialen Erwünschtheit. Sie führt zum Weglassen oder Untertreiben von (in der Gesellschaft) schlecht bewerteten Sachverhalten. Die gegensätzliche Bestrebung, das Übertreiben (schlecht bewerteter Sachverhalte), wird auch als Aggravation bezeichnet.
Insbesondere dann, wenn das Ergebnis des Tests für den Getesteten rechtliche Folgen hat, spielt die Verfälschung der Testergebnisse durch Bagatellisierung eine bedeutsame Rolle und ist in der Konstruktion des Tests zu berücksichtigen. Ein Beispiel dafür ist der Test zur Erfassung verkehrsrelevanter Persönlichkeitsmerkmale (TVP), mit dem im Rahmen einer Prüfung auf Fahreignung die persönlichkeitsspezifische Eignung eines Autofahrers zur Teilnahme am Straßenverkehr erfasst wird.

## Gesellschaftlicher Kontext
Im Zusammenhang mit Gewalt in Familien gehört die Bagatellisierung zu den Mechanismen, die dazu beitragen, die gewaltsamen Verhältnisse zu erhalten und ein Eingreifen von Außen zu verhindern. Sowohl Täter als auch Opfer, weitere Familienmitglieder oder die Umgebung (Nachbarn, Schule) können zur Bagatellisierung neigen. Ebenso kann Bagatellisierung zum Erhalt grenzverletzenden Verhaltens oder sexualisierter Gewalt am Arbeitsplatz, im Vereinsleben oder kirchlichen Zusammenhang beitragen und den Betroffenen die notwendige Unterstützung vorenthalten.
In Kombination mit Rationalisierung, Euphemismus gehört die Bagatellisierung zu den Mechanismen, die im Kontext von Krieg und Flucht dazu beitragen, eigene Schuld als Täter zu leugnen oder vor dem eigenen Gewissen wie vor anderen in ihrer Bedeutung zu minimieren. Hinzu können die Diffusion der Verantwortung für das eigene Handeln kommen sowie die Herabwürdigung, Dehumanisierung und Dämonisierung der Opfer (Täter-Opfer-Umkehr). Diese Mechanismen können auch die Verarbeitung in den nächsten Generationen betreffen und in der Transgenerationalen Weitergabe erneut auftauchen.
Weitere Themenfelder, in denen Bagatellisierung als einer der Mechanismen zur Abwehr von Angst oder Verantwortung beschrieben wurde, sind die Auseinandersetzung mit der Klimakrise und die Corona-Krise.
Die rückblickende Verharmlosung der Lebensverhältnisse und Alltagsbedingungen in demokratiefernen Regimen sind an Beispielen der deutschen Geschichte des 20. Jahrhunderts belegbar, so für die Verklärung der SED-Diktatur in der DDR.